# Sipolisia
Sipolisia é um género botânico pertencente à família Asteraceae.
A sua única espécie é Sipolisia lanuginosa,, sendo originária do Brasil, nas regiões do Cerrado, em Minas Gerais.
Trata-se de um género reconhecido pelo sistema de classificação filogenética Angiosperm Phylogeny Website.
Esta espécie pode ser considerada como fazendo parte do género Heterocoma, juntamente com as três espécies já descritas do mesmo, juntamente com outras duas espécies dos géneros monotípicos Bishopalea e Xerxes. Nesta circunscrição, as seis espécies são todas endémicas do Planalto Brasileiro.
O nome comum de Sipolisia lanuginosa é veludo.

## Taxonomia
Sipolisia lanuginosa foi descrita por Glaz. ex Oliv. e publicada em Hooker's Icones Plantarum 23: pl. 2881. 1894.

## Sinonimia
- Proteopsis lanuginosa (Glaz. ex Oliv.) Philipson